# Bicerin
El bicerin (pronunciado [bitʃeˈriŋ] en piamontés, lit. 'vasito') es una bebida tradicional caliente y sin alcohol típica de Turín, evolución de la bavareisa del siglo XVIII, sabrosa bebida servida en grandes vasos redondeados, compuesta por una mezcla de café, chocolate y crema de leche endulzada con sirope.
El ritual del bicerin preveía que los tres ingredientes fuesen servidos separadamente. Inicialmente se  contemplaron tres variantes: pur e fior (el actual capuchino), pur e barba (café y chocolate) y el 'n pòc 'd tut (o lo que es lo mismo con poco de todo), con los tres ingredientes mezclados. Esta última fórmula es la que ha tenido más éxito y ha prevalecido sobre las otras. Una curiosidad es que todo esto venía acompañado de “bagnati” (literalmente; mojados), dulce artesanales de hasta 14 tipos diferentes.
Ente los primeros escritos que testimonian la historia del bicerin se encuentra un texto de Alberto Virgilio “Torino e i Torinesi” (Turín y los turineses); cuya primera edición fue publicada en la década de 1930.
En el 2001 el bicerin ha sido reconocido como “bebida tradicional piamontesa” tras la publicación en el Boletín Oficial de la Región de Piamonte.

## Receta
Se piensa que su origen se remonta a un típico local turinés que desde entonces lleva el mismo nombre y que guarda con celo la receta tradicional; los camareros son obligados, por contrato a guardar el secreto. Pero de todas formas es posible encontrarlo en las mejores cafeterías de Turín, en versiones un poco diferentes en cuanto a dosis y también en la cafetería homónima de Montesarachio en la provincia de Benevento.

## Ingredientes
Los ingredientes son simples: chocolate casero, café y crema de leche, pero las dosis de la receta original son desconocidas. El resultado es una bebida sabrosa, resultado de la fusión del chocolate caliente, el sabor del café junto con la delicada espuma de la crema de leche (fior di latte).
Se sirve en vasos altos o copas de cristal que permiten ver la combinación de colores debida a la mezcla de ingredientes.

## Licor

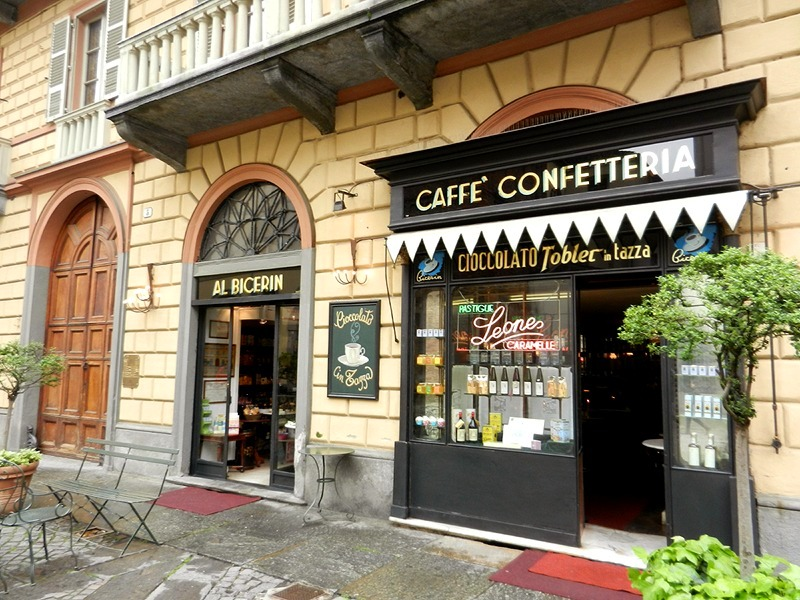
Caffee "Al Bicerin" en Turín.

Es una novedad introducida en estos últimos años, tiene el mismo nombre, bicerin, pero no está hecho con los mismos ingredientes, ya que es un licor de crema de Gianduia.

## Amantes del bicerin
Entre los grandes amantes del bicerin se encuentran Camillo Benso Conde de Cavour, Pablo Picasso, Alexandre Dumas (padre) y Hemingway (que lo incluyó entre las cien cosas del mundo que habría salvado).